# 星野屋
星野屋（ほしのや）は、古典落語の演目の一つ。
原話は元禄11年に刊行された『初音草大噺大鑑』の一遍である「恋の重荷にあまる知恵」。ちなみに、作中に登場する水茶屋の女『桜木のお花』は実在人物であり、河竹黙阿弥作の歌舞伎「加賀鳶」にも登場している。分類は「廓噺」。
6代目春風亭柳橋が得意とした。

## あらすじ
ある夜、水茶屋『桜木』に、常連客の星野屋平蔵がやってくる。この大店のあるじ、馴染みのお花という女を呼び出すと、20両渡して「黙って受け取ってくれ」という。
心配したお花が事情を尋ねると、星野屋の答えは深刻だ。
「実は、おまえに入れあげてるのが女房に嗅ぎつかれてしまった。知っての通りわしは婿養子、家じゃ立場が弱い……だからおまえに入れあげちまったんだが、女房にばれてはもうこれまでだ。だから醜態をさらす前に、潔く身投げして終わることにした。しかし、残されるおまえの事が心配でな……」
話を聞いたお花、にわかに涙ぐんで「あたしも死ぬ」と言い出した。
「旦那が死んでしまったら、あたしは生きていけないわ！」
なんだか芝居みたいな台詞だが、感動した星野屋は「では一緒に死のう」と応じ、あっという間に心中の話がまとまってしまう。星野屋は「知人に暇乞いをしてくる。八つの鐘を合図に戻るから」といったん去った。
八つの鐘が鳴ると約束通りに星野屋がやってきた。遺書を残し、二人が手に手を取って向かう先は、大川（隅田川）の身投げの名所・吾妻橋。
いよいよとなって急に怖気づいたお花。一方星野屋はいさぎよく欄干を乗り越えた。姿は闇に消え、ドボン！と水音。
お花がまごまごしていると、川に浮かぶ屋根舟から一中節の「小春」が聞こえてくる。
♪ さりとは狭いご料簡、死んで花実が咲くかいなァ
「死んで花実が…咲かないわよね。帰ろう。旦那、御免なさい！」
ひどい女もいたものである。さてお花、のうのうと帰宅し寝る支度をしていると、これも馴染みの重吉という男が飛び込んでくる。
「い…い…今な、寝ようとしたら、星野屋の旦那が血だらけで現れて『お花に殺されたから、これからあの女を取り殺す』ってんだよ！　ありゃ幽霊だよ！」
お花、びっくりして「あら、もう？」
「呑気なことを言うな！　おまえを旦那に引き合わせたのは俺じゃねぇか！　おかげで、『あんな女狐にわしを引っかけさせたおまえも憎い。これから毎晩、お花のところに化けて出る前に、必ずお前んところにも寄ってやる』なんて言われちまった！！　冗談じゃないよ、毎晩幽霊に来られてたまるか！！　だからな、今度旦那が現れたら、直接私のところにおいでなさいって言ってくれ」
まくし立てて帰りかけた重吉を引き止めたお花。さすがに恐ろしくなって、心中くずれの一件を白状してしまう。どうしたら旦那が成仏してくれるのか、悩むお花に重吉は、
「旦那を成仏――そりゃあ、てめえが尼になって、旦那を回向して詫びるほかねえだろう」
しばし躊躇していたお花だが、やおら隣の部屋へ行くと、みどりの黒髪をブッツリ切って戻ってきた。頭には手ぬぐいを巻いている。
それを見た途端、重吉は急に大笑いした。笑われたお花は怒り出すが、その時、突然後ろの戸が開く。
現れたのは、死んだはずの星野屋……お花の悲鳴が上がる。
「重吉、怪談話がうまいなぁ……」
実はこの騒動、全てはお花の心底を試すための芝居だったのだ。
あの時、橋の下には布団を山積みにした船が控えていて、橋から飛び降りても安全に受け止められる仕掛けだった。星野屋が船上に飛び降りると同時に、船頭が河中に大石を投げ込んで「ドボン！」と水音を立てたのだ。誤って川に落ちても、木場の生まれの星野屋平蔵は泳ぎの名人、どう間違ってもおぼれる事はなかった。
「もしおまえがわしと飛び込んでくれたら……今度、うちが開く新店の主におまえを据えるつもりだった。無論おまえを堅気にして、ちゃんとした婿をとらせてな。こんな老い先の短い爺の相手をさせるよりも、その方がよほどいいと思ったんだよ。もちろん、この事は女房も承知の上だったが、これではなあ……残念だったよ……」
がっくり来るお花。さらに重吉が追い討ちを掛ける。
「ざまあ見やがれ。てめえともこれで縁切りだ。坊主になって、当分表へも出られやしめえ。団扇太鼓でも買ってやるから、それもたたきながら物乞いでもしてろ！！」
そこでお花の泣き声が止まり、突然笑い出す。
「馬鹿馬鹿しい。大の男二人で、三文芝居打ったりして……大体、さっき出したのは本物の髪じゃないよ、『かもじ』を切っただけさ」
手ぬぐいをとると、お花の頭は無事フサフサだ。重吉、怒り出す。
「ちくしょう、だんな、ふてえ女でございます。やい、昼間にな、旦那から20両貰っただろ？　あれは贋金さ。この前お店でやった芝居で使った小道具の小判だよ。使ってみろ、首がとばあ！」
びっくりしたお花、小判を投げ返す。重吉すかさず叫ぶ。
「まただまされやがったな。だんなが贋金を使うか。こいつは本物だ！」
「えー、くやしい」
そばでやりとりを聞いていたお花のお袋が、
「安心おし、三枚抜いておいたから」

## 水茶屋
「水茶屋」は、表向きはごく普通の茶店だが、実は酒も出し、店員は今でいうコンパニオンで、金次第では愛人にもなるという風俗的な店であった。桜木は冒頭の通り、浅草にあった実在の水茶屋である。

## お花
一途なのか､したたかなのか､お花のキャラクターはいまひとつはっきりしていない。その理由は、この噺の中心が花そのものにではなく、相手の策略を紙一重でどちらもかわすといった､揺れ動く『物語』そのものに向けられているからであろう。アンソニー・シェーファーの戯曲『スルース』のごとく、二転三転する噺を演じきるのは難しいらしく、最近はあまり演じられていない。
上述の一般的なあらすじでは救いのある展開となっているが、演者によっては、星野屋が「女房をたたき出し、お花と再婚する手段」の一つとしてこの心中騒動を仕組んだ、とする場合もある。この場合、お花の裏切りによって星野屋は一気に居場所を失い、本当に自害せざるを得なくなるやも知れないのであるが、そこまで話を広げた演者はない｡

## 心中月夜星野屋
『星野屋』を小佐田定雄が脚色したものを桂文珍が初演しており、これを歌舞伎化したものを2018年に二代目 中村七之助のおたか（原作のお花）、九代目 市川中車の星野屋照蔵（原作の星野屋平蔵）により上演している。